# Дораемон — Маленькі зоряні війни Нобіти 2021
«Дораемон — Маленькі зоряні війни Нобіти 2021» (映画ドラえもん のび太の宇宙小戦争 2021) — — це японський анімаційний епічний космічний фільм 2022 року. Це 41-й фільм про Дораемона, який є ремейком фільму 1985 року «Дораемон: Маленькі зоряні війни Нобіти» (ドラえもん: のび太の宇宙小戦争).

## Сюжет
Одного разу Нобіта знаходить маленьку ракету, з якої виходить невеликий гуманоїд на ім'я Папі. Він прийшов на Землю з планети Піріка, щоб уникнути її злої армії PCIA. Спочатку Дораемона і його друзів бентежить маленький розмір Папі, але з гаджетом «Маленьке світло» вони також зменшуються і грають разом.
Однак лінкор у формі кита, який переслідував Папі, прилітає на Землю і атакує їх. Папі звинувачує себе в тому, що втягнув усіх, але намагається боротися проти армії PCIA. Щоб захистити Папі та його планету, Дораемон та його друзі вирушають до Піріки.

## У ролях
| Актор          | Роль               |
| -------------- | ------------------ |
| Васабі Мізута  | Дораемон           |
| Мегумі Охара   | Нобіта Нобі        |
| Юмі Какадзу    | Сідзука Мінамото   |
| Томокадзу Секі | Суні Хонекава      |
| Субару Кімура  | Такеші "Джан" Року |
| Ромі Парк      | Папі               |
| Маю Мацуока    | Пійна              |
| Юкі Кадзі      | Рокороко           |
| Джунічі Сувабе | Доракоруру         |
| Теруюкі Кагава | Гілмор             |
| Такаші Уцумі   | Лідер підпілля     |
| Такаші Комаба  | Пілот              |
| Котоно Міцуїсі | Тамако Нобі        |
| Ай Орікаса     | Мати Шизуки        |
| Шихоко Хагіно  | Хідетосі Декісугі  |

## Саундтрек
- Universe від Official Hige Dandism[6]
- Дякую за серце (ココロありがとう, Kokoro Arigatō) від Біллі БанБан[7]

## Випуск

### Театральний
Фільм вийшов у кінотеатрах Японії 4 березня 2022 року після перенесення з 5 березня 2021 року через пандемію коронавірусної хвороби 2019. В’єтнамський кінопрокат CGV випустив цей фільм у В’єтнамі 27 травня 2022 року. Фільм був випущений компанією Odex у Малайзії 16 червня 2022 року. Odex розпочав показ фільму для шанувальників 9 липня 2022 року, а SM Cinema загалом випустив його в кінотеатрах на Філіппінах 13 липня 2022 року. На Тайвані він був випущений 15 липня 2022 року. Odex також випустив фільм в Азербайджані та на Маврикії 30 червня 2022 року, в Бахрейн, Оман, Кувейт, Саудівська Аравія, Об'єднані Арабські Емірати, Ірак, Катар, Йорданія і Ліван 7 липня 2022 р., в Єгипет 20 липня 2022 р., на Кіпрі 21 липня 2022 р., і в Південній Африці 5 серпня 2022 р. Фільм також вийшов у Південній Кореї 3 серпня 2022 року. У Туреччині він вийшов 5 серпня 2022 року з дубляжем турецькою мовою.
Прем'єра фільму в Таїланді запланована на 10 жовтня 2022 року.

### Домашні ЗМІ
Він транслюється на Amazon Prime в Японії з серпня 2022 року. Він також планується випустити на DVD та Blu-Ray в Японії 7 грудня 2022 року. Майбутні релізи також містять додаткові матеріали.

## Рецепція

### Театральна каса
Doraemon: Nobita no Ritoru Suta Wozu 2021 дебютував під номером 1 у перші вихідні з продажем близько 350 000 квитків за перші три дні.
Ось таблиця, яка показує касові збори цього фільму за всі вихідні в Японії:
| Вихідні | Місце | Касовий збір                              | Загальний збір до поточних вихідних         | Прим.  |
| ------- | ----- | ----------------------------------------- | ------------------------------------------- | ------ |
| 1       | 1     | ¥394 мільйони (3,41 мільйона доларів США) | ¥440 мільйонів (3,81 мільйона доларів США)  | [ 28 ] |
| 2       | 1     | ¥281 мільйони (2,37 мільйона доларів США) | ¥800 мільйони (6,76 мільйона доларів США)   | [ 29 ] |
| 3       | 2     | ¥236 мільйони (1,95 мільйона доларів США) | ¥1,3 мільярда (10,79 мільйона доларів США)  | [ 30 ] |
| 4       | 3     | ¥179 мільйони (1,44 мільйона доларів США) | ¥1,6 мільярда (12,93 мільйона доларів США)  | [ 31 ] |
| 5       | 3     | ¥149 мільйони (1,21 мільйона доларів США) | ¥2,1 мільярда (17,10 мільйона доларів США)  | [ 32 ] |
| 6       | 3     | ¥149 мільйони (1,21 мільйона доларів США) | ¥2,3 мільярда (18,30 мільйона доларів США)  | [ 33 ] |
| 7       | 4     | ¥53,923,700 (422 600 доларів США)         | ¥2,455,042,800 (19,20 мільйона доларів США) | [ 34 ] |
| 8       | 8     | ¥34,660,050 (271 000 доларів США)         | ¥2,498,689,600 (19,50 мільйона доларів США) | [ 35 ] |
| 9       | 8     | ¥34,522,900 (265 600 доларів США)         | ¥2,558,009,800 (19,60 мільйона доларів США) | [ 36 ] |
| 10      | 10    | ¥15,258,700 (117 200 доларів США)         | ¥2,627,160,350 (20,18 мільйона доларів США) | [ 37 ] |

### Критична відповідь
За тиждень до виходу, почалося Російське вторгнення в Україну 2022 року. В результаті історія фільму порівнюється з інцидентом. Кадзума Кубота з RealSound вказує на те, що кулон, який носить Папі у фільмі, такого ж кольору, як український прапор.
Письменник Каеру Інака в статті «Real Sound» похвалив початкову сцену від втечі Папі до зйомок фільму Нобіти, а також прокоментував стрімкий розвиток подій у першій частині фільму. Інака також оцінив, що сцена, де Нобіта і його друзі стали маленькими, грали з татом і насолоджувалися надзвичайним життям, була гарним зв'язком між повсякденним життям і майбутньою війною. Крім того, Інака зазначив, що останні фільми про Дораемона мають тенденцію перебільшувати емоційні вирази, щоб навіть діти могли зрозуміти, але анімація була зроблена ретельно, щоб це не виглядало як жарт. Він сказав, що команді вдалося зробити фільм таким чином, щоб навіть діти відчули жах війни.

## Інші медіа

### Книга
Роман, написаний Наохіро Фукусімою за мотивами фільму, вийшов 4 лютого 2022 року.

## Зовнішні примітки
Ця робота містить переклад, похідний від Doraemon: Nobita's Little Star Wars 2021 з Вікіпедії англійською мовою, опубл редактори під ліцензією GNU Free Documentation License та Creative Commons Attribution-ShareAlike 3.0 Unported License.